# توماس توهور
توماس توهور (استونیایی: Toomas Tohver؛ زادهٔ ۲۴ آوریل ۱۹۷۳) بازیکن فوتبال اهل استونی بود.
از باشگاه‌هایی که در آن بازی کرده‌است می‌توان به باشگاه فوتبال فلورا تالین، باشگاه فوتبال ویلیاندی تولویک، و باشگاه فوتبال تارواس راکوره اشاره کرد.
وی همچنین در تیم ملی فوتبال استونی بازی کرده‌است.